# Польове (Жмеринський район)
Польове́ (колишня назва — Польові Бирлинці) — село в Україні, у Копайгородській селищній громаді Жмеринського району Вінницької області

## Історія
Під час другого голодомору у 1932–1933 роках, проведеного радянською владою, загинуло 8 осіб.
12 червня 2020 року, відповідно до Розпорядження Кабінету Міністрів України № 707-р «Про визначення адміністративних центрів та затвердження територій територіальних громад Вінницької області», увійшло до складу Копайгородської селищної громади.
19 липня 2020 року, в результаті адміністративно-територіальної реформи та ліквідації Барського району, село увійшло до складу Жмеринського району.

## Пам'ятки
У селі є пам'ятки:

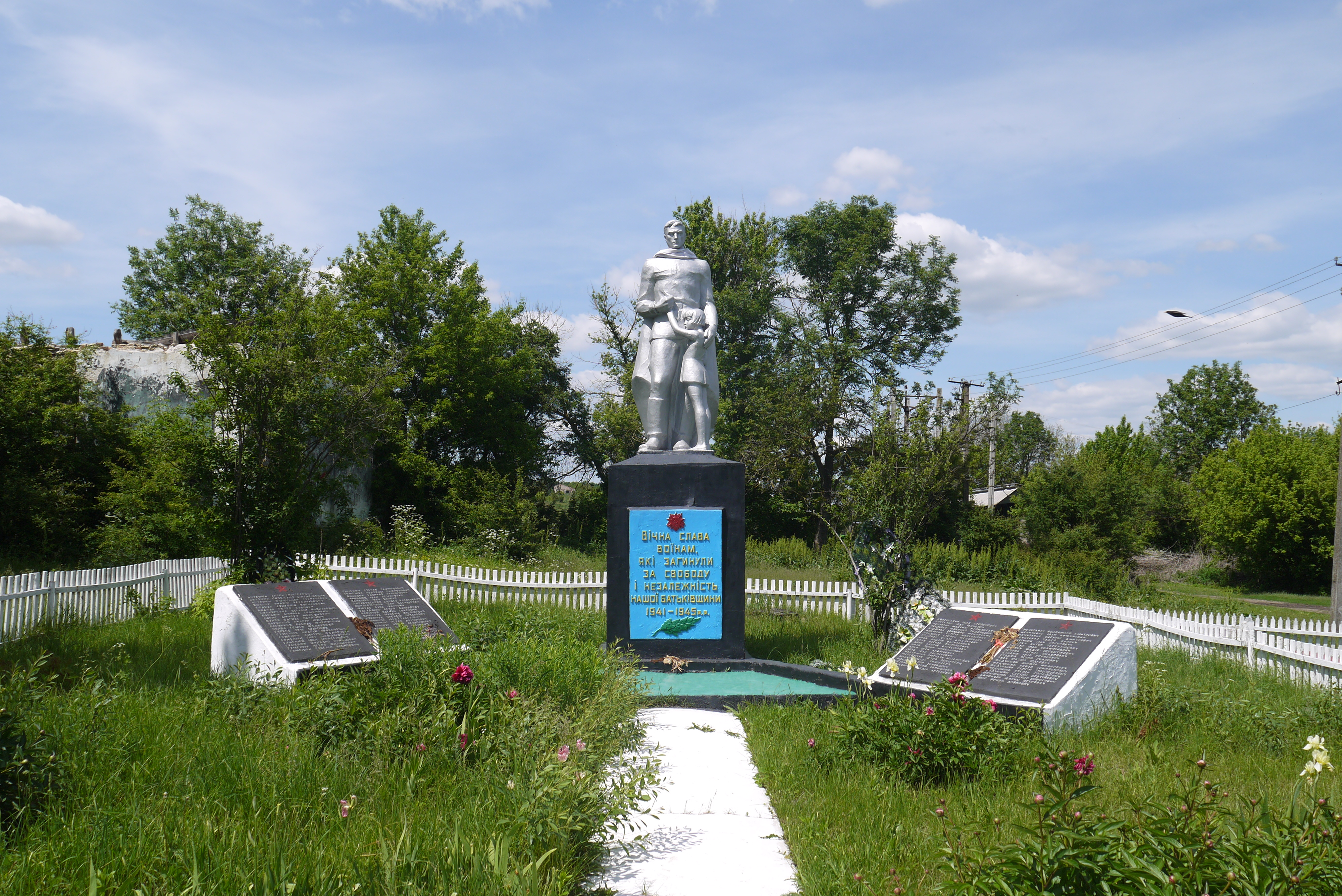
Пам'ятник 112 воїнам — односельчанам, загиблим на фронтах ДСВ

- Пам'ятник 112 воїнам-односельцям, загиблим на фронтах Другої світової війни[4], зведений 1968 року. Пам'ятка розташована біля клубу;
- Довготривала вогнева споруда[5], споруджена у 1931-1934 роках. Пам'ятка розташована 1,5 км на північ від села;
- Довготривала вогнева споруда[6], 1931-1934. Пам'ятка розташована 2,5 км на північний схід від села;
- Довготривала вогнева споруда[7], 1931-1934. Пам'ятка розташована за 1 км на схід від села;
- Довготривала вогнева споруда[8], 1931-1934. Пам'ятка розташована за 1,7 км на схід від села;
- Довготривала вогнева споруда[9], 1931-1934. Пам'ятка розташована за 1 км на південь від села.